# Ідар-Оберштайн
Ідар-Оберштайн (нім. Idar-Oberstein) — місто в Німеччині, розташоване в землі Рейнланд-Пфальц. Входить до складу району Біркенфельд.
Площа — 91,56 км2. Населення становить 28 313 ос. (станом на 31 грудня 2020).

## Географії

### Адміністративний поділ
Місто  складається з 4 районів:
- Оберштайн
- Ідар
- Тіфенштайн
- Альгенродт

## Уродженці
- Герберт Лох (1886 — 1976) — німецький воєначальник часів Третього Рейху, генерал артилерії
- Герман Гогебак (1914 — 2004) — німецький військовий льотчик-ас.
- Брюс Вілліс (* 1955) — американський кіноактор.